# Little Lady Eileen
Little Lady Eileen er en amerikansk stumfilm fra 1916 af J. Searle Dawley.

## Medvirkende
- Marguerite Clark som Eileen Kavanaugh.
- Vernon Steele som Stanley Churchill / Sir George Churchill.
- John L. Shine.
- J.K. Murray som Kearney.
- Harry Lee som Powdein.